# Isaiah Berlin
Isaiah Berlin OM (6 de junio de 1909-5 de noviembre de 1997) fue un politólogo, filósofo e historiador de las ideas judío nacionalizado británico, nacido en la actual Letonia; considerado como uno de los principales pensadores liberales del siglo XX. Entre sus principales contribuciones al terreno de la filosofía y la teoría política destacan la distinción de libertad positiva y libertad negativa, el término Contrailustración o el llamado pluralismo de valores.

## Biografía
Berlin nació en Riga, después de un duro parto que le dejó casi inútil de por vida el brazo izquierdo. El territorio se llamaba entonces Livonia y pertenecía al Imperio ruso. Era hijo de un comerciante en maderas descendiente, al parecer, de Schneur Zalman de Liadí, fundador "de una de las corrientes más importantes de judíos hasídicos de Europa oriental, conocidos con el nombre de Jabad-Lubavitch". Este se trasladó con su familia a Petrogrado (Rusia) cuando Isaiah tenía seis años. Allí fue testigo de la Revolución rusa de 1917. En 1921 su familia logró emigrar a Inglaterra; Isaiah obtuvo la nacionalidad británica (más tarde adoptará la estadounidense) y se educó en la Saint Paul School de Londres y en el Corpus Christi College de Oxford, donde en un primer momento se dedicó al estudio de las litterae humaniores, centrado en las lenguas clásicas, la historia antigua y la filosofía. Se graduó cum laude y obtuvo el premio John Locke de filosofía superando a su compañero de estudios, Alfred Jules Ayer, de quien fue amigo. En 1932, a los 23 años, fue el primer judío en ser elegido para recibir una beca en el All Souls College de Oxford. Berlín dominaba el ruso y el inglés, hablaba francés, alemán e italiano y sabía hebreo, latín y griego antiguo. 
Entre 1957 y 1967 fue Profesor Chichele de Teoría Social y Política en la Universidad de Oxford. En 1967 ayudó a fundar el Wolfson College de Oxford, y se convirtió en su primer presidente. Recibió el título de Knight Bachelor en 1957 y la Orden de Mérito en 1971. Fue presidente de la Academia Británica entre 1974 y 1978. Recibió también el Premio Jerusalén en 1979 por sus escritos sobre la libertad individual en la sociedad. Era un activista a favor de los derechos humanos.
La obra de Berlin fue vasta pero dispersa, debido a que siempre se mostró reacio a escribir para publicar. Sus charlas y coloquios fueron grabados y transcritos, y muchas de sus palabras fueron convertidas en ensayos, artículos y recensiones en revistas especializadas y libros publicados, tanto por él mismo como por otros, especialmente su principal editor desde 1974, Henry Hardy. Solo dos de las ahora numerosas recopilaciones de sus trabajos fueron editadas directamente por él: Four Essays on Liberty (1969) y Vico and Herder (1976). Su más famoso artículo, la conferencia inaugural como Chichele Professor de 1958, intitulada Two concepts of liberty (Dos conceptos de libertad), ha sido de enorme influencia tanto en la teoría política contemporánea como en la teoría liberal. En dicho artículo presenta la ya famosa distinción entre libertad positiva y libertad negativa.
Llegó a conocer personalmente a los poetas rusos Anna Ajmátova, Borís Pasternak y Joseph Brodsky. Proporcionó al dramaturgo británico Tom Stoppard el impulso para escribir la obra La costa de Utopía (The Coast of Utopia).

## Pensamiento

### Individuo e historia
En su ensayo Inevitabilidad histórica (1954), Berlin se plantea la opción de si creer en que "la vida de pueblos enteros y las sociedades han sido decisivamente influenciadas por individuos excepcionales" o, por el contrario, en que todo lo que sucede se produce como resultado de fuerzas impersonales ajenas a las intenciones humanas. Rechaza ambas opciones y plantea esta elección como carente de sentido. Refuta así la teoría marxista del materialismo histórico, según la cual la historia es concebida como el resultado del determinismo, pues debe tener en cuenta también la libertad de elección de cada individuo. E igualmente ningún hombre puede ser absuelto de su responsabilidad en la historia, incluso si un autor no es necesariamente responsable del devenir de su pensamiento o ideología.

### Libertad
Es conocido sobre todo por su desarrollo de la distinción entre los conceptos de libertad positiva de los antiguos y de libertad negativa de los modernos que planteó en 1958 en Dos conceptos de libertad. En esta obra aplica los procedimientos de la filosofía analítica al desmembramiento de los significados de libertad como concepto político. La libertad negativa para él es la ausencia de barreras o interferencias y deriva de la tradición anglosajona, mientras que la positiva, cercana a la idea de la ley y de la realización de sí mismo o autorrealización, es la posibilidad de hacer algo. Berlin señala que estas dos concepciones diferentes de la libertad pueden chocar entre sí. Según él, los enemigos de la libertad negativa son los filósofos de una parte de la Ilustración, los contrarrevolucionarios antiliberales como Joseph de Maistre, y del socialismo surgido desde Helvetius, Rousseau, Fichte y Saint-Simon, pues defienden una concepción autoritaria de la libertad, heredera de la Revolución francesa, oponiéndose a la tradición anglosajona. Piensa, en efecto, que la Ilustración tuvo un papel ambiguo en la historia de las ideas y se sitúa entre los idealistas alemanes y los filósofos de la modernidad.
En el contexto de la guerra fría, la obra de Isaiah Berlin tomó partido por las democracias occidentales, lo que explica la severidad de su juicio sobre ciertos filósofos ilustrados que habrían influido en las ideologías llamadas «totalitarias» (nazismo, marxismo). Por ejemplo, considera a Jean-Jacques Rousseau como un cantor del autoritarismo y estima que el pensamiento de Helvétius ha contribuido a reducir los móviles de la acción humanitaria a una simple búsqueda del interés.

### Contrailustración
Berlin maneja el concepto de contrailustración en Three Critics of the Enlightenment: Vico, Hamann, Herder ("Tres críticos de la Ilustración: Vico, Hamann, Herder"). Estos autores, a los que luego añadiría a Joseph de Maistre, son agrupados por Berlin en este concepto porque contribuyeron a defender propuestas alternativas al pensamiento ilustrado. Estas alternativas serían la llamada contrailustración, que él caracterizó como relativista, antirracionalista, vitalista y orgánica y generalmente se asocia a un romanticismo entonces naciente. Más específicamente, señala que Hamann fue uno de los primeros pensadores en concebir el lenguaje como una herramienta cognitiva mediante la articulación y uso de símbolos, al contemplar en las "ideas claras y distintas" de Descartes una falacia, ya que esas ideas debían recurrir al lenguaje para formularse, como ya apercibió Ludwig Wittgenstein en el siglo XX. Herder, por su parte, acuñó el término Nazionalismus (nacionalismo), que es interpretado por Berlín como forjador de la "nación" como Volkgeist, única forma de vida de un pueblo concreto y particular, unido por raíces a su tierra, definido por una historia única y específica y aliado entre sí por vínculos de parentesco.
Según Zeev Sternhell, «Isaiah Berlin añade a la segunda mitad del siglo XX un enlace a la cultura política de la contrailustración».

### Pluralidad de valores, o pluralismo ético y moral
Para Berlin, los valores son creaciones de y para la humanidad y no productos que se descubren en la naturaleza. Argumentó, sobre la base de la epistemología y la empatía por la que tenemos acceso al desarrollo histórico de otras culturas, que la naturaleza de la humanidad es tal que ciertos valores van a ser importantes en todas ellas, por ejemplo la libertad individual, según un pluralismo objetivo. El argumento de Berlín se inspiraba en parte en las teorías lingüísticas de Wittgenstein, y propuso con su concepto de "pluralismo ético" o "pluralismo de valores" la idea de que los valores morales pueden ser igualmente válidos y, sin embargo, incompatibles, de forma que pueden entrar en conflicto entre sí de una manera tal que no admite resolución alguna sin hacer referencia a determinados contextos de decisión. Cuando los valores entran en conflicto, no puede ser que uno sea más importante que el otro; por ejemplo, mantener una promesa puede entrar en conflicto con la búsqueda de la verdad o la libertad puede entrar en conflicto con la justicia social. Los conflictos morales son "un elemento intrínseco, inamovible en la vida humana" y "estas colisiones de valores son la esencia de lo que es." Para Berlín, este choque de valores inconmensurables (esto es, que no pueden prevalecer uno sobre otro), no ya dentro del propio individuo, sino entre los individuos mismos, constituye la tragedia de la vida humana. Alan Brown sugiere, sin embargo, que Berlín ignora el hecho de que los valores son conmensurables en la medida en que contribuyen al bien humano.

### El erizo y el zorro
Su ensayo The Hedgehog and the Fox —El erizo y el zorro—, cuyo título alude a un fragmento del poeta griego antiguo Arquíloco, fue uno de los más populares de Berlín entre el gran público y se reimprimió numerosas veces. El texto de Arquíloco es: πόλλ 'οἶδ' ἀλώπηξ, ἀλλ' ἐχῖνος ἓν μέγα ("el zorro sabe muchas cosas, pero el erizo una sola importante"). Los Adagia del humanista del renacimiento Erasmo registran la sentencia como Vulpes novit Multa, verum equino unum magnum, y la fábula esópica de la zorra y el gato encarna la misma idea. Sobre la taxonomía que ofrece su título dijo el autor una vez: "Nunca fui demasiado en serio. Lo formulé como una especie de juego intelectual agradable, pero me lo tomaron en serio." Berlin divide a los escritores y pensadores en dos categorías: erizos, o que ven el mundo definido a través de la lente de una sola idea (y entre sus ejemplos incluye a Platón, Lucrecio, Dante Alighieri, Blaise Pascal, Georg Wilhelm Friedrich Hegel, Fiodor Dostoievski, Friedrich Nietzsche, Henrik Ibsen, Marcel Proust y Fernand Braudel), y zorros, que se fundan en una amplia gama de experiencias y para quien el mundo no puede ser reducido a una sola idea (y entre sus ejemplos incluye a Heródoto, Aristóteles, Erasmo, William Shakespeare, Michel de Montaigne, Molière, Johann Wolfgang Goethe, Aleksandr Pushkin, Honoré de Balzac, James Joyce y Philip Warren Anderson). De esta distinción salva a León Tolstói, pues sostiene que, si bien los talentos de Tolstói son los de un zorro, sus creencias son las propias de un erizo, e interpreta su concepción de la historia en Guerra y Paz en ese sentido; para él Joseph de Maistre y Tolstói tienen, pese a sus divergencias, mucho en común, y se reafirma al final en que el ruso era por naturaleza un zorro, pero por sus convicciones un erizo, dilema interior que le causó un gran dolor al final de su vida.

## Obras
- Karl Marx: Su vida y su entorno (1939)
- El erizo y la zorra: un ensayo sobre el enfoque de la historia de Tolstói (1953)
- Historical Inevitability (1954)
- Dos conceptos de libertad (1958)
- Cuatro ensayos sobre la libertad (1969)
- From the Other Shore and The Russian People and Socialism (1956)
- The Age of Enlightenment: The Eighteenth-Century Philosophers (1956)
- European Unity and its Vicisitudes (1959)
- John Stuart Mill and the Ends of Life (1959)
- The Life and Opinions of Moses Hess (1959)
- Vico y Herder: dos estudios de historia de las ideas (1976)
- Contra la corriente: ensayos sobre historia de las ideas (1979)
- Impresiones personales (1980)
- El fuste torcido de la humanidad: capítulos de la historia de las ideas (1990)
- El mago del norte: J. G. Hamann y el origen del irracionalismo moderno (1993)
- El sentido de la realidad (1996).
- Las raíces del romanticismo (2000) Ed. Henry Hardy, trad. Silvina Marí. Taurus. Madrid.
- La traición de la libertad. seis enemigos de la libertad humana (2004).
- El poder de las ideas (2017) Ed. Henry Hardy. Página Indómita, Barcelona.
- Lo singular y lo plural. Conversaciones con Steven Lukes (2018) Ed. Steven Lukes. Página Indómita, Barcelona.
- Sobre el nacionalismo (2019) Ed. Henry Hardy. Página Indómita, Barcelona.
- Joseph de Maistre y los orígenes del fascismo (2021) Ed. Henry Hardy. Página Indómita, Barcelona.
- Sobre la libertad y la igualdad (2022) Ed. Henry Hardy. Página Indómita, Barcelona.